# جفات نبتي
جفات نبتي أو چفات نبتي ، هي ملكة مصرية قديمة غير حاكمة أو زوجة ملك عاشت في نهاية الأسرة الثالثة، وربما كانت زوجة آخر ملوك هذه الأسرة الملك حوني.

## الهوية
يظهر اسم جفات نبتي في نقش واحد بالحبر الأسود على جرة مخصصة لحفظ البيرة، والتي تم استخراجها في الزاوية الشرقية من جزيرة الفنتين. وتم العثور على ثلاثة نقوش. أول واحد يذكر «سنة أتباع حورس» ووديعة أساس تم فقدان الاسم عليها بسبب الزمن، والثاني يذكر «السنة الثانية من أتباع حورس» و «المرة الحادية عشر من عد الحقول في إيونو»، والثالث يحتوي على كتابة «ملك مصر العليا والسفلى يظهر»، «المرة الثالثة من محاربة اللصوص» وموت جفات نبتي، وبما أن «فرز الحقول» تم إجراؤه كتحصيل ضريبي كل سنتين، فإن تاريخ جرة البيرة السابقة الذكر يعود إلى السنة الثانية والعشرين من حكم الملك غير المعروف الاسم على ودائع الأساس. ولذلك فقد تكون وفاة جفات نبتي قد حدثت قبل وقت قصير أو بعد وقت قصير من إنشاء النقش.

## التأريخ
تضع النقوش لجفات نبتي لقب «صاحبة صولجان حتس الكبير»، والذي كان لقباً مشتركاً لملكات فترة الدولة القديمة. وهكذا فهي على الأقل تضمن أن جفات نبتي كانت ملكة في نهاية الأسرة الثالثة. وفي اعتقاد عالم المصريات غونتر دراير، كان جفات نبتي متزوجة من الملك حوني، حيث لم يثبت أن أياً من ملوك الأسرة الثالثة حكم أكثر من 22 عاماً سوى حوني. ولم يتم قبول نظريته بشكل شائع، لأن نقش الحبر السابق الذكر لا يذكر حوني بالاسم.

## المقبرة
مقبرة هذه الملكة مجهولة حتى الآن.